# فابيان ألفارو
فابيان ألفارو (بالإسبانية: Fabián Alfaro)‏ (23 سبتمبر 1981 - ) هو مدرب كرة قدم ولاعب كرة قدم تشيلي في مركز الدفاع. لعب مع نادي كوبريسال.

## وصلات خارجية
- فابيان ألفارو على موقع Soccerway.com (الإنجليزية)